# Yonas Kifle
Yonas Kifle (Adi Billai, 5 november 1977) is een Eritrese atleet, die is gespecialiseerd in het langeafstandslopen. Kifle vertegenwoordigde zijn land viermaal op de Olympische Spelen, maar won hierbij geen medailles. Op de wereldkampioenschappen behaalde hij twee bronzen medailles. Op de marathon heeft hij sinds 2007 het nationaal record in handen.

## Loopbaan
Op de wereldkampioenschappen van 1999 en 2001 werd Kifle uitgeschakeld in de halve finale van de halve marathon. Op de Olympische Spelen van 2000 in Sydney sneuvelde hij eveneens in de halve finale, maar ditmaal op de 10.000 m.
Vier jaar later kwalificeerde Yonas Kifle zich op dit onderdeel voor de finale van de Olympische Spelen van 2004 in Athene en behaalde hierbij een veertiende plaats. Op de WK van 2005 in Helsinki werd hij elfde in 27.35,72. 
In Nederland is Kifle geen onbekende. Zo nam hij op 21 oktober 2007 deel aan de marathon van Amsterdam, waarin hij finishte in de Eritrese recordtijd van 2:07.34. Hiermee werd hij vijfde achter vier Kenianen, waarbij Emmanuel de wedstrijd won in 2:06.29.

## Persoonlijke records
Baan
| Onderdeel | Prestatie | Datum           | Plaats   |
| --------- | --------- | --------------- | -------- |
| 3000 m    | 7.53,02   | 3 juli 2002     | Madrid   |
| 5000 m    | 13.17,72  | 8 juni 2002     | Sevilla  |
| 10.000 m  | 27.35,72  | 8 augustus 2005 | Helsinki |

Weg
| Onderdeel      | Prestatie       | Datum            | Plaats    |
| -------------- | --------------- | ---------------- | --------- |
| 10 km          | 27.49           | 14 oktober 2007  | Udine     |
| 15 km          | 42.15           | 14 oktober 2007  | Udine     |
| 20 km          | 56.30           | 14 oktober 2007  | Udine     |
| halve marathon | 59.30           | 14 oktober 2007  | Udine     |
| 25 km          | 1:13.58         | 24 augustus 2008 | Peking    |
| 30 km          | 1:28.42         | 13 april 2008    | Londen    |
| marathon       | 2:07.34 (ex-NR) | 21 oktober 2007  | Amsterdam |

## Palmares

### 5000 m
- 2002: 6e Afrikaanse kamp. - 13.37,01

### 10.000 m
- 2004: 16e OS - 28.29,87
- 2005: 11e WK - 27.35,72

### 20 km
- 2006: 10e WK - 57.49

### halve marathon
- 2002: 4e WK - 1:01.05
- 2004: 11e WK - 1:04.19
- 2005:  WK - 1:01.13
- 2007: 5e WK - 59.30
- 2007:  Afrikaanse Spelen - 1:03.19
- 2010: 13e City-Pier-City Loop - 1:02.32

### marathon
- 2007: 5e marathon van Amsterdam - 2:07.32
- 2008: 7e Londen Marathon - 2:08.51
- 2008: 36e OS - 2:20.23
- 2009: 7e Londen Marathon - 2:08.28
- 2010: 9e Londen Marathon - 2:14.39
- 2012: 58e OS - 2:21.25
- 2013: DNF WK

### veldlopen
- 2000: 61e WK (lange afstand) - 37.37
- 2001: 42e WK (lange afstand) - 41.44
- 2002: 8e WK (lange afstand) - 35.47
- 2004: 9e WK (lange afstand) - 36.53
- 2005: 15e WK (lange afstand) - 36.37
- 2006: 7e WK (lange afstand) - 36.05
- 2008: 20e WK - 36.09